# Ženski košarkaški klub Jedinstvo Tuzla
Lo Ženski košarkaški klub Jedinstvo Tuzla è una società bosniaca di pallacanestro con sede a Tuzla.

## Palmarès
- EuroLeague Women: 1

1988-1989
- Campionato jugoslavo di pallacanestro femminile: 3

1987, 1988, 1990
- Coppa di Jugoslavia di pallacanestro femminile: 2

1988, 1991
- Campionato bosniaco di pallacanestro femminile: 3

1994, 1996, 1997
- Coppa di Bosnia-Erzegovina di pallacanestro femminile: 2

2002, 2010